# Studenets (distrikt)
Studenets (bulgariska: Студенец) är ett distrikt i Bulgarien.   Det ligger i kommunen Obsjtina Loznitsa och regionen Razgrad, i den nordöstra delen av landet, 280 km öster om huvudstaden Sofia.
Trakten runt Studenets består till största delen av jordbruksmark. Runt Studenets är det ganska tätbefolkat, med 54 invånare per kvadratkilometer.